# Gunomeria sordida
Gunomeria sordida là một loài tò vò trong họ Ichneumonidae.